# Anagyrus tamaricicola
Anagyrus tamaricicola är en stekelart som beskrevs av Trjapitzin 1968. Anagyrus tamaricicola ingår i släktet Anagyrus och familjen sköldlussteklar. Inga underarter finns listade i Catalogue of Life.